# Zanyar Adami
Zanyar Adami, född 16 oktober 1981 i Saghez, Iran, är en svensk författare, filmregissör och föreläsare.
Adami är känd som chefredaktör för och grundare av tidningen Gringo.
Zanyar Adami, som är uppvuxen i Hässelby i Stockholm, har varit kolumnist i Metro och Svenska Dagbladet; i den förra startade han för övrigt Gringo som en bilaga. Våren 2006 ingick han i juryn i SVT:s realityserie Toppkandidaterna. Zanyar Adami var sommarvärd i Sveriges Radio P1:s program den 7 juli 2006 och hösten 2011 medverkade han i SVT:s Sommarpratarna. 2011 sände Al Jazeera  i sitt program Witness en dokumentär, The Guerilla Son, som är baserad på Adamis och hans familjs erfarenheter under hans uppväxt.
År 2005 erhöll han Stora journalistpriset som årets förnyare. Han satt i styrelsen för den av staten bildade stiftelsen Framtidens kultur fram till 2011.
År 2021 utkom Zanyars debutroman Glaspojken på Albert Bonniers förlag.